# دانييل بيلي
دانييل بيلي (بالإنجليزية: Daniel Bailey) (و. 1986  م) هو عداء سريع، ومنافس ألعاب قوى أنتيغوي، ولد في سانت جونز، أنتيغوا وبربودا، شارك في الألعاب الأولمبية الصيفية 2012، وألعاب القوى في الألعاب الأولمبية الصيفية 2016، والألعاب الأولمبية الصيفية 2004، والألعاب الأولمبية الصيفية 2008، ودورة ألعاب الكومنولث 2006.

## روابط خارجية
- دانييل بيلي على موقع الاتحاد الدولي لألعاب القوى (الإنجليزية)
- دانييل بيلي على موقع الدوري الماسي (الإنجليزية)
- دانييل بيلي على موقع اللجنة الأولمبية الدولية (الإنجليزية)
- دانييل بيلي على موقع أوليمبيديا (الإنجليزية)